# Mentasti (organari)
I Mentasti sono stati una famiglia varesina di organari, attiva tra la seconda metà del XVIII secolo e gli inizi del XX secolo, formatasi all'interno della bottega di un'altra famiglia organara preesistente, quella dei Biroldi.

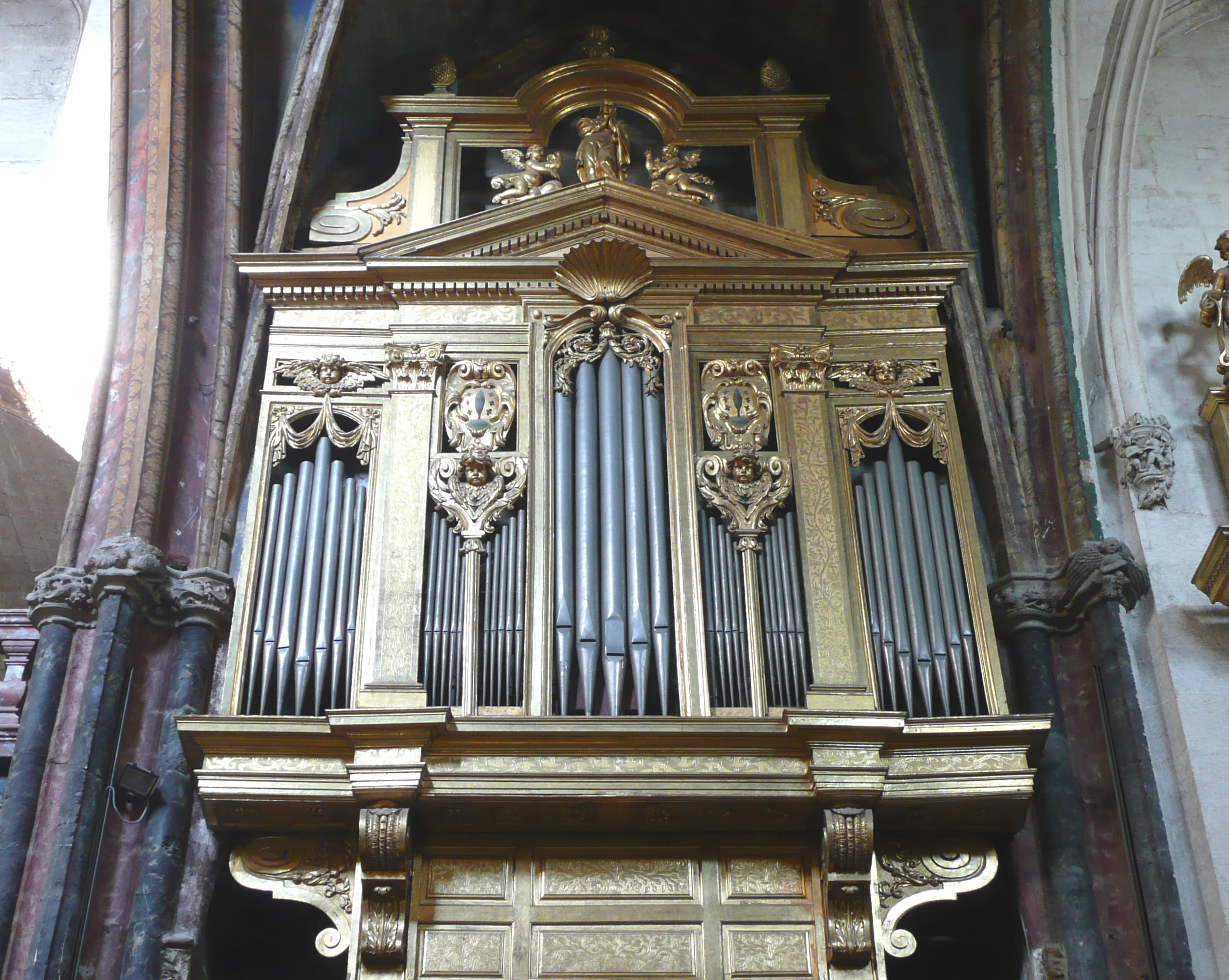
L'organo Royer-Mentasti nella Collégiale Notre-Dame-des-Anges a L'Isle-sur-la-Sorgue.

## Storia
La dinastia dei Mentasti inizia a Varese con Giovanni «di Giubbiano», così citato nel testamento dell'organaro Giovanni Battista Biroldi, datato 23 febbraio 1779, dove gli viene riconosciuto il diritto a un lascito di trenta lire.
Alle dipendenze della prestigiosa bottega Biroldi, oltre al capostipite Giovanni, entrano ben presto anche i suoi figli: Carlo Antorio, Giovanni Battista (†1792) e Giovanni (II), che risulta lavorare per Eugenio Biroldi a partire almeno dal 1792, forse proprio a seguito della morte del fratello Giovanni Battista avvenuta in quello stesso anno
A portare avanti l'attività organaria sono i discendenti di Giovanni (II). Uno dei suoi figli, Pietro Giovanni Battista (Varese 1784 - Avignone 1867), spesso riportato come Giovanni Battista o anche solo Giovanni, si trasferisce a Bagnols-sur-Cèze in Francia, dove inizia ad operare a partire almeno dal 1820 principalmente tra Occitania e Provenza. Un altro figlio, Giovanni Battista (II) (†1826) si ritrova circa nello stesso periodo a lavorare sull'organo Biroldi della Cattedrale di Cremona. Un terzo figlio, Luigi (1796-1865) è capofabbrica di Luigi Maroni Biroldi.
A loro volta anche i figli di Luigi sono tutti organari. Giovanni (III) (*1829) lavora inizialmente accanto al padre nella bottega biroldiana e rimane in società con lui fin verso il 1860, per poi proseguire l'attività in proprio, spaziando ampiamente sul territorio lombardo, piemontese e ligure. Paolo (*1836)  e Alessandro (1844-1910) lasciano invece Varese per aprire una loro società a Novara.
Nel 1875 Paolo si trasferisce a sua volta a Casale Monferrato, per lavorare in proprio, realizzando strumenti di elevata qualità. Alla partenza del fratello da Novara, Paolo prosegue in proprio l'attività, facendosi affiancare anche dal figlio Luigi (II) (*1860), con cui firmerà diversi strumenti spingendosi ad operare anche in centro Italia (Marche). Luigi (II), a sua volta, dopo la morte del padre, si trasferisce in Puglia, dove avrà occasione di realizzare alcuni importanti strumenti baresi. Sposato con Chiara Colonna, avrà due figli: Paolo Antonio Nicola (*1897) e Anna Caterina (*1898). Nessuno di loro, però, porterà avanti l'attività organaria paterna.
Alessandro rimane a Novara dove continua la sua attività fino alla morte. La sua opus maxima resta l'organo costruito per la cattedrale di Novara, tentativo del costruttore novarese di realizzare uno strumento di gusto romantico attingendo alle proprie conoscenze di organaria oltralpina.
Dopo la morte di Alessandro, l'attività viene rilevata da Alessandro Krengli, suo lavorante, cui ben presto subentrano i figli Siro Luigi (†1959) e Giuseppe, che con la denominazione Fratelli Krengli, operano fino alla morte di Luigi. Vi subentra quindi figlio secondogenito di quest'ultimo, Angelo, che nel 1974 entra in società con il lavorante Carlo Freggi, modificando il nome della ditta in  Krengli Angelo & C.. Dal 1994 Feggi prosegue in proprio l'attività con la denominazione Krengli di Feggi Carlo e, nel 2004, con la sua prematura scomparsa, l'azienda è rilevata dalla figlia Elena e da tre dipendenti: Piergianni Liussi, Fabrizio Saitta, e Roberto Grossi. Dal 10 maggio 2018, infine, a causa dell'uscita di Elena Feggi, la ditta si trasforma ulteriormente in Novara Organi, gestita dai soli Liussi e Saitta, ma utilizzando ancora buona parte delle attrezzature originali di Alessandro Mentasti.

## Linea di successione
|                                          |                                          |                       |                                       |                                     |                                     |                              |                              |
|                                          |                                          |                       |                                       | M Giovanni Mentasti (?-?)           |                                     |                              |                              |
|                                          |                                          |                       |                                       |                                     |                                     |                              |                              |
|                                          |                                          |                       |                                       |                                     |                                     |                              |                              |
|                                          |                                          | M Giovanni (II) (?-?) | M Giovanni (II) (?-?)                 | M Carlo Antonio (?-?)               | M Carlo Antonio (?-?)               | M Giovanni Battista (?-1792) | M Giovanni Battista (?-1792) |
|                                          |                                          |                       |                                       |                                     |                                     |                              |                              |
|                                          |                                          |                       |                                       |                                     |                                     |                              |                              |
| M (Pietro) Giovanni Battista (1784-1867) | M (Pietro) Giovanni Battista (1784-1867) | M Luigi (1796-1865)   | M Luigi (1796-1865)                   | M Giovanni Battista (II) (fl.-1826) | M Giovanni Battista (II) (fl.-1826) |                              |                              |
|                                          |                                          |                       |                                       |                                     |                                     |                              |                              |
|                                          |                                          |                       |                                       |                                     |                                     |                              |                              |
| M Giovanni (III) (1829-?)                | M Giovanni (III) (1829-?)                | M Paolo (1836-?)      | M Paolo (1836-?)                      | M Alessandro (1844->1910)           | M Alessandro (1844->1910)           |                              |                              |
|                                          |                                          |                       |                                       |                                     |                                     |                              |                              |
|                                          |                                          |                       |                                       |                                     |                                     |                              |                              |
|                                          |                                          | M Luigi (II) (?-?)    | M Luigi (II) (?-?)                    | K Alessandro Krengli (?-?)          | K Alessandro Krengli (?-?)          |                              |                              |
|                                          |                                          |                       |                                       |                                     |                                     |                              |                              |
|                                          |                                          |                       |                                       |                                     |                                     |                              |                              |
|                                          |                                          |                       | K Luigi (?-1959)                      | K Luigi (?-1959)                    | K Giuseppe (?-?)                    | K Giuseppe (?-?)             |                              |
|                                          |                                          |                       |                                       |                                     |                                     |                              |                              |
|                                          |                                          |                       |                                       |                                     |                                     |                              |                              |
|                                          |                                          |                       | K Angelo (?-?)                        |                                     |                                     |                              |                              |
|                                          |                                          |                       |                                       |                                     |                                     |                              |                              |
|                                          |                                          |                       |                                       |                                     |                                     |                              |                              |
|                                          |                                          |                       | F Carlo Feggi (?-2004)                |                                     |                                     |                              |                              |
|                                          |                                          |                       |                                       |                                     |                                     |                              |                              |
|                                          |                                          |                       |                                       |                                     |                                     |                              |                              |
|                                          |                                          |                       | F Piergianni Liussi e Fabrizio Saitta |                                     |                                     |                              |                              |

Legenda: M Mentasti - K Krengli - F Feggi, ora Liussi-Saitta

## Lavori
Di seguito si riporta un elenco, non esaustivo, dei lavori realizzati nel tempo dalla famiglia Mentasti e dalle ditte sue eredi. Per i lavori di Alessandro Mentasti, invece, si rimanda invece alla pagina a lui specificatamente dedicata.

### Organi realizzati daPietro Giovanni Battista Mentasti
- Avignone, Basilica metropolitana di Notre-Dame-des-Doms - 1820 (a nome di Lodovico Piantanida)
- L'Isle-sur-la-Sorgue, Collegiata di Notre-Dame-des-Anges - 1827 (riforma dell'organo Charles Royer, 1648)
- Saint-Gilles-du-Gard, Chiesa abbaziale Saint-Gilles - 1840   (riforma e ampliamento dell'organo Charles Boisselin, 1701)

### Organi realizzati daLuigi Mentasti(e figli)
- Quarna Sotto, Oratorio del Saliente - 1861
- Bressana Bottarone, Chiesa di Santa Maria nascente in Argine - 1862
- Cellio, Chiesa di San Lorenzo - 1865

### Organi realizzati daGiovanniMentasti(III)
- Azzate, Chiesa della Natività di Maria Vergine – seconda metà XIX secolo
- Felizzano, Chiesa di San Michele – seconda metà XIX secolo
- Vigliano d'Asti, Chiesa di San Secondo – 1865
- Mortara, Abbazia di Santa Croce – 1868
- Porto Valtravaglia, Fraz. Domo, Chiesa parrocchiale – 1872 (spostamento e rifacimento di un precedente organo già a Castiglione Olona)
- Brezzo di Bedero, Collegiata di San Vittore martire – 1872 (rifacimento)
- Vergiate, Fraz. Cimbro, Chiesa di San Martino – 1875 (riforma dell’organo Anonimo, XVIII sec.)
- Genova, Chiesa di Santa Maria Immacolata e San Torpete – 1876 (riforma dell’organo Carlo Prati, 1617)
- Nasino, Chiesa di San Giovanni Battista - 1876
- Monteceneri, Loc. Soresina di Rivera, Oratorio di Santa Maria delle Grazie - 1877 (con recupero di materiale fonico settecentesco)
- Casale Monferrato, Chiesa di San Domenico – 1878 (rifacimento)
- Daverio, Chiesa dei Santi Pietro e Paolo – 1879
- Rivalta Bormida, Chiesa di San Michele – 1879
- Roasio, Chiesa di San Maurizio – 1880 ca.
- Conzano, Fraz. S. Maurizio, Chiesa di San Maurizio - 1880 ca.
- Quaranti, Chiesa di San Lorenzo - 1880
- Sala Monferrato, Chiesa di San Giacomo - 1880 (ampliamento di un precedente organo Luigi Lingiardi, 1840 e successivamente rifatto da Giuseppe Gandini, 1905)
- Soglio, Chiesa dei Santi Pietro e Giorgio – 1880
- Villafranca d'Asti, Chiesa di Santa Maria Assunta – 1880
- Gavi, Fraz. Pratolungo, Chiesa di Nostra Signora della Neve – >1880
- Cocconato, Fraz. Tuffo, Chiesa dei Santi Pietro e Paolo - 1880-88
- Lu e Cuccaro Monferrato, Fraz. Lu, Chiesa di Santa Maria Nuova - 1882
- Ricaldone, Chiesa dei Santi Simone e Giuda - 1888
- Albugnano, Chiesa di San Giacomo Maggiore - 1890
- Morano sul Po, Chiesa di San Giovanni Battista - 1891
- Varazze, Fraz. Pero, Chiesa della Santissima Annunziata – 1891
- Pavia, Chiesa di San Leonardo – 1893 (rifacimento di un organo precedente Amati, 1796)
- Pontestura, Chiesa di Sant'Agata - 1893
- Occimiano, Chiesa di San Valerio - 1899 (ammodernamento dell'organo Serassi, 1839)

### Organi realizzati daPaolo Mentasti(e figlio)
- Caprile, Chiesa di San Carlo – 1907, op. 155
- Castelraimondo, Fraz. Castel Santa Maria, Chiesa di Santa Maria Assunta - 1882 (sul cartiglio è riportato Mentasti Paolo e figlio)
- Centallo, Chiesa di San Biagio - 1876
- Gattinara, Chiesa di Santa Maria del Rosario[4] - seconda metà del XIX secolo
- Novara, Chiesa di Santa Maria alla Bicocca – 1877
- Riva Ligure, Oratorio di San Giovanni Battista - 1897
- Sanremo, Fraz. Poggio, Chiesa di Santa Margherita - 1884 (sul cartiglio è riportato Mentasti Paolo e figlio Luigi)
- Serravalle di Chienti, Chiesa di San Martino in Castello - 1885 (sul cartiglio è riportato Mentasti Paolo e figlio)
- Taggia, Oratorio della Santissima Trinità - 1877

### Organi realizzati daLuigi Mentasti (II)
- Bari, Chiesa della Madonna del Carmine - s.d.
- Bari, Chiesa del Gesù - s.d
- Bari, Chiesa della Madonna Greca in Corato - s.d.
- Bari, Chiesa di San Michele Arcangelo - s.d

### Organi realizzati daFratelli Krengli
(Fino al 1959: Luigi e Giuseppe Krengli; poi, Luigi e Angelo Krengli)
- Vercelli, Chiesa di San Francesco - 1906
- Garbagna Novarese, Chiesa di San Michele Arcangelo - 1926[5]
- Vigevano, Chiesa di San Pietro martire - 1927 (interventi sull'organo Serassi-Lingiardi, 1818-1867)
- Novara, Basilica di San Gaudenzio - 1929 (interventi sull'organo Serassi-Mentasti, 1829->1904 - non più esistente)
- Campertogno, Chiesa di San Giacomo - 1937
- Casapinta, Chiesa di San Lorenzo - 1949
- Saint-Pierre, Chiesa di San Pietro - 1952
- Occhieppo Inferiore, Chiesa di Sant'Antonino - 1953 (interventi sull'organo Collino-Nava, 1891)
- Biella, Fraz. Pavignano, Chiesa di San Carlo Borromeo - 1957
- Strona, Chiesa della Natività di Maria - 1958 (interventi sull'organo Bianchi, 1871)
- Val della Torre, Chiesa parrocchiale - 1964
- Veglio, Chiesa di San Giovanni Battista - 1965
- Solero, Chiesa di San Perpetuo - 1968
- Corbetta, Confraternita della Beata Vergine del Rosario - 1972 (interventi sull'organo Ambrogio Niccolini, 1955)

### Organi realizzati daKrengli Angelo & C.
- Botricello, Chiesa parrocchiale - 1980
- Pray, Fraz. Flecchia, Casa Duella - 1981
- Belvedere Langhe, Chiesa parrocchiale - 1982
- Borriana, Chiesa di San Sulpizio - 1989 (interventi sull'organo Giacomo Zenoni, 1931)

### Organi realizzati daKrengli di Freggi Carlo:
- Biella, Chiesa di San Giacomo al Piazzo - 1994 (interventi sull'organo Giuseppe Marzi, 1957)